# Ерофеев, Александр Гаврилович
Александр Гаврилович Ерофеев (2 (14) ноября 1884 года, Нижний Новгород — 25 июля 1969, Горький) — русский и советский дирижёр, педагог, театральный и общественный деятель. Основатель Полтавского оперного театра. Заслуженный артист УССР (1935). Заслуженный деятель искусств РСФСР.

## Биография
Родился в Нижнем Новгороде 14 ноября 1884 года в простой семье работника телеграфа и домохозяйки.
С восьмилетнего возраста поёт в местном архиерейском хоре. Учится в Нижегородском музыкальном училище по классу валторны, оканчивает училище в 1900 году. После окончания поступает в Московскую консерваторию по классу тромбона. Учёбу совмещает с работой в оркестровых коллективах Москвы, в частности 1902—1903 годов — в оркестре оперы Сергея Зимина.
После окончания консерватории в 1904 уезжает работать в Казань: преподает теорию музыки в музыкальном училище и играет в оркестре местной оперы.
С 1906 до 1911 гастролировал по городам России (Ростов, Баку, Казань, Астрахань). Зимние гастроли 1911 года В. Ерофеев провёл в Харькове. Там его пригласили на работу в симфонический оркестр Полтавского музыкального училища. С 1912 начинается полтавский этап его биографии. Сначала он преподавал по классу тромбона и играл в симфоническом оркестре в Полтавском музыкальном училище. С 1916 года стал дирижёром симфонического оркестра Полтавского отделения Императорского русского музыкального общества.
После Октябрьской революции осуществилась его давняя мечта ещё студенческих времён создать оперный театр. В Полтаве для этого сложились все условия. У него был хорошо подготовлен симфонический оркестр, достаточный состав вокалистов, поддержка местных артистов, творческие связи с ведущими оперными коллективами Украины. Ближайшими соратниками в создании Полтавской оперы были: его жена В. Старостинецкая, режиссёр С. Коробов и балетмейстер Е. Яковлева. Летом 1919 года Полтава получила свой оперный театр. В 1918—1928 годах Ерофеев — дирижёр передвижной оперы в Полтаве. Одновременно в 1920—1925 гг. — дирижёр Оперного трудового коллектива Полтавского театра.
В 1928—1929 гг. — дирижёр оперы в Виннице.
В 1932—1938 гг. — главный дирижёр и художественный руководитель Донецкой театра оперы в Ворошиловграде. В 1938 был раскритикован за плохую работу и снят с должности.
В 1938—1954 гг. работает дирижёром Горьковского театра оперы и балета. На сцене этого театра впервые поставил «Запорожца за Дунаем» С. Гулака-Артемовского (1940) и «Наталку Полтавку» Н. Лысенко (1942).
Много лет вместе с женой, Василисой Трифоновной, поддерживал дружеские отношения со знаменитым певцом И. С. Козловским, о чём Иван Семенович упоминал в своих статьях.. Г. С. Кузнецова в 1964 году писала: «Козловский и по сей день с большой благодарностью вспоминает А. Г. Ерофеева… Часто из Горького на квартиру народного артиста звонят Александр Гаврилович Ерофеев и его супруга, Василиса Трифоновна».
Умер в Горьком 25 июля 1969 года. Похоронен на Красном кладбище.